# Brewsteriet
Het mineraal brewsteriet is een strontium-barium-aluminium-tectosilicaat, een verbinding van tectosilicaten met strontium, barium en aluminium met de molecuulformule (Sr,Ba)Al4Si12O32 · 10H2O. Het is een zeoliet, dus een tectosilicaat, en het is gehydrateerd. Het is naar de natuurkundige David Brewster (1781-1868) uit Schotland genoemd, die de optische eigenschappen van mineralen en het element strontium heeft bestudeerd. Het is wit, geelwit of grijs, het heeft een glasglans en een witte streepkleur. Het heeft een monoklien kristalstelsel. De massadichtheid is 2,45 kg/l, de hardheid is 5 en de radioactiviteit van het mineraal is nauwelijks meetbaar. Brewsteriet is een zeoliet die in hydrothermale spleten wordt gevormd in massieve stollingsgesteenten, zoals pegmatieten. De typelocatie is Strontian in Schotland.

## Lijsten
- Lijst van mineralen
- Lijst van naar een persoon genoemde mineralen